# 奈迈雷·佐尔坦
奈迈雷·佐尔坦（匈牙利語：Nemere Zoltán，1942年4月20日—2001年5月6日），匈牙利男子击剑运动员。他曾获得1964年和1968年夏季奥运会男子重剑团体金牌。他也是1965年世界击剑锦标赛男子个人重剑冠军得主。